# Репертуарна сітка
Репертуарна сітка — це техніка інтерв'ювання, яка використовує непараметричний факторний аналіз для визначення ідіографічної міри особистості. Вона була розроблений Джорджем Келлі приблизно в 1955 році і базується на його теорії особистого конструкту особистості.

## Вступ
Репертуарна сітка — це техніка для визначення способів, якими людина пояснює (інтерпретує або надає значення) свій досвід. Вона надає інформацію, на основі якої можна зробити висновки про особистість, але це не тест особистості у традиційному розумінні. В основі лежить теорія особистісних конструктів, розроблена Джорджем Келлі, вперше опублікована в 1955 році.
Сітка складається з чотирьох частин:
1. Тема: мова йде про певну частину досвіду людини
2. Набір елементів, які є прикладами або екземплярами теми. Працюючи клінічним психологом, Келлі цікавився тим, як його клієнти інтерпретували людей у ролях, які вони виконували по відношенню до клієнта, і тому спочатку такі терміни, як «мій батько», «моя мати», «мій друг» і так далі були використані. З тих пір сітка використовувалася в набагато ширших умовах (освітніх, професійних, організаційних), тому будь-який чітко визначений набір слів, фраз або навіть коротких поведінкових віньєток можна використовувати як елементи. Наприклад, щоб побачити, як людина розуміє покупку автомобіля, список транспортних засобів у межах цінового діапазону цієї особи може бути набором елементів.
3. Набір конструкцій. Це основні терміни, які клієнт використовує для розуміння елементів, і завжди виражаються як контраст. Таким чином, значення «добра» залежить від того, чи маєте ви намір сказати: «добрі проти бідних», ніби ви пояснюєте театральну виставу, чи «добрі проти зла», ніби ви пояснюєте моральний чи онтологічний статус чогось більш фундаментального досвіду.
4. Набір рейтингів елементів на конструктах. Кожен елемент розташовується між двома крайніми значеннями конструкції за допомогою 5- або 7-бальної системи оцінювання; це робиться повторно для всіх конструкцій, які застосовуються; таким чином моделюється його значення для клієнта, і стає можливим статистичний аналіз, який варіюється від простого підрахунку до більш складного багатоваріантного аналізу значення.

Конструкти розглядаються як особистісні для клієнта, який психологічно схожий на інших людей залежно від того, якою мірою він/вона буде схильний використовувати подібні конструкти та подібні оцінки стосовно певного набору елементів.
Клієнта просять розглянути елементи по три одночасно та визначити спосіб, у який два з елементів можуть розглядатися як схожі, але відмінні від третього, протиставлятися йому. Наприклад, розглядаючи набір людей як частину теми, що стосується особистих стосунків, клієнт може сказати, що елемент «мій батько» та елемент «мій бос» схожі, оскільки вони обидва досить напружені особистості, тоді як елемент «моя дружина» інша, тому що вона «розслаблена». І тому ми визначаємо одну концепцію, яку використовує індивід, коли думає про людей: чи є вони «напруженими на відміну від розслаблених». На практиці хороша техніка інтерв'ю за допомогою сітки дозволить заглибитися трохи глибше та виявити більш відвертий поведінковий опис «напруженого проти розслабленого». Усі елементи оцінюються за конструктом, подальші тріади елементів порівнюються та виявляються додаткові конструкції, і інтерв'ю триватиме, доки не буде отримано подальших конструктів.

## Використання репертуарної сітки
Ретельне опитування, щоб визначити, що людина має на увазі під словами, запропонованими спочатку, використовуючи 5-бальну систему оцінювання, можна використати, щоб охарактеризувати те, як групу колег сприймають за конструктом «завзятий і відданий проти енергії деінде», 1 вказує на те, що застосований лівий полюс конструкції («гострий і відданий»), а 5 вказує на те, що застосований правий полюс конструкції («енергії в іншому місці»). Коли його попросили оцінити всі елементи, наш співбесідник міг би відповісти, що Том заслуговує 2 (досить зацікавлений і відданий), Мері — 1 (дуже зацікавлений і відданий), а Пітер — 5 (його енергія виходить за межі працевлаштування). Решта елементів (наприклад, ще п'ять осіб) потім оцінюються за цією конструкцією.
Як правило (і залежно від теми) люди мають обмежену кількість справді різних конструкцій для будь-якої теми: від 6 до 16 є звичайними, коли вони говорять, наприклад, про свою роботу чи професію. Багатство смислових структур людей походить від багатьох різних способів, якими обмежена кількість конструкцій може бути застосована до окремих елементів. Людина може вказати, що Том досить зацікавлений, дуже досвідчений, йому не вистачає соціальних навичок, є хорошим технічним керівником, йому можна довіряти, що він точно слідуватиме складним інструкціям, не має почуття гумору, завжди повернеться послугою, але лише іноді допоможе своєму колезі. у той час як Мері дуже зацікавлена, досить досвідчена, має хороші соціальні та технічні навички нагляду, потребує пояснення складних інструкцій, цінує жарт, завжди повертається послугами та дуже допомагає своїм колегам: це двоє дуже різних і складні зображення, використовуючи лише 8 конструктів про колег людини.
Важливу інформацію можна отримати, включивши такі елементи Я, як «Я, як я є зараз»; «Я сам таким, яким я хотів би бути» серед інших елементів, де це дозволяє тема.

## Аналіз результатів
Одну сітку можна проаналізувати як для вмісту (перевірка очного яблука), так і для структури (кластерний аналіз, аналіз головних компонентів і різноманітність структурних індексів, що стосуються складності та діапазону рейтингів, які є основними методами, що використовуються). Набори сіток обробляються за допомогою тих чи інших методів аналізу вмісту. Низка пов'язаних технік може бути використана для надання точних, оперативно визначених виражень конструктів інтерв'юйованого або детального вираження особистих цінностей інтерв'юйованого, і всі ці методи використовуються у спільній формі. Репертуарна сітка явно не є стандартизованим «психологічним тестом»; це вправа у взаємному обговоренні смислів людини.
Репертуарна сітка знайшла прихильність як серед науковців, так і серед практиків у багатьох галузях, оскільки вона забезпечує спосіб опису систем конструктивів людей (довільно, розуміння сприйняття людей) без упередження сфери ведення — свого роду персоналізована обґрунтована теорія.
На відміну від традиційної рейтингової шкали опитування, не дослідник, а опитуваний надає конструкції, за якими оцінюється тема. Дослідники ринку, тренери, вчителі, консультанти, розробники нових продуктів, спортивні науковці та спеціалісти зі збору знань є серед користувачів, які вважають техніку (спочатку розроблену для використання у клінічній психології) корисною.

## Зв'язок з іншими інструментами
У книзі Personal Construct Methodology дослідники Брайан Р. Гейнс і Мілдред Л. Г. Шоу зазначили, що вони «також виявили, що інструменти відображення понять і семантичної мережі доповнюють інструменти репертуарної сітки і зазвичай використовують обидва в більшості досліджень», але вони «бачать менше». використання мережевих репрезентацій у дослідженнях ПКП [персональної конструктивної психології], ніж це доречно". Вони заохочували практиків використовувати методи семантичної мережі на додаток до репертуарної сітки.

## Подальше читання
- Caputi, Peter; Bell, Richard C.; Hennessy, Desley (2011). Analyzing grids: new and traditional approaches. У Caputi, Peter; Viney, Linda L.; Walker, Beverly; Crittenden, Nadia (ред.). Personal construct methodology. Malden, MA: John Wiley & Sons. с. 159—181. doi:10.1002/9781119953616.ch8. ISBN 9780470770870. OCLC 730906380.
- Curtis, Aaron M.; Wells, Taylor M.; Lowry, Paul B.; Higbee, Trevor (2008). An overview and tutorial of the repertory grid technique in information systems research. Communications of the Association for Information Systems. 23: 37—62. doi:10.17705/1CAIS.02303.
- Fransella, Fay; Bell, Richard; Bannister, Don (2004). A manual for repertory grid technique (вид. 2nd). Chichester, UK; Hoboken, NJ: John Wiley & Sons. ISBN 0470854901. OCLC 52587457.
- Jankowicz, Devi (2004). The easy guide to repertory grids. Chichester, UK; Hoboken, NJ: John Wiley & Sons. ISBN 0470854049. OCLC 51984819.
- Lemke, Fred; Clark, Moira; Wilson, Hugh (September 2010). Customer experience quality: an exploration in business and consumer contexts using repertory grid technique (PDF). Journal of the Academy of Marketing Science. 39 (6): 846—869. doi:10.1007/s11747-010-0219-0.

### Програмне забезпечення
- OpenRepGrid — пакет R для аналізу сіток репертуару
- Інструмент репертуарної сітки — вебінструмент із відкритим кодом для репертуарних сіток
- rep: grid — програмне забезпечення репертуарної сітки, 3D-аналіз сітки
- WebGrid 5
- nextexpertizer — комп'ютерний інструмент інтерв'ю та аналізу репертуарної сітки
- Idiogrid — ідіографічний аналіз за допомогою репертуарних сіток
- Gridsuite — репертуарне програмне забезпечення Grid
- Culturetools — репертуарна сітка для організаційного розвитку та брендів